# Албаренго Алто (Асти)
Албаренго Алто (итал. Albarengo Alto) је насеље у Италији у округу Асти, региону Пијемонт.
Према процени из 2011. у насељу је живело 34 становника. Насеље се налази на надморској висини од 257 м.